# Marco Calgaro
Marco Calgaro (Torino, 2 febbraio 1960) è un politico italiano.

## Biografia
Si è laureato in medicina e specializzato in chirurgia.
Esponente del La Margherita, dal 2001 al 2006 è stato vicesindaco di Torino nella giunta di Sergio Chiamparino. 
Nel 2006 viene eletto alla Camera dei deputati per la XV Legislatura nella lista dell'Ulivo, in quota Margherita, nella Circoscrizione Piemonte 1. È membro della Commissione Bilancio, Tesoro e Programmazione. Viene poi rieletto alla Camera dei Deputati anche alle elezioni del 2008, nel Partito Democratico (Italia)
Nel corso della XVI Legislatura cambia due volte partito: nel 2009 esce dal PD per aderire all'ApI e, nel 2011, lascia l'ApI per entrare nell'UdC. Ricandidato alla Camera nel 2013 con l'Unione di Centro, non è rieletto.
Nel 2014 si candida alle elezioni regionali nella lista "Chiamparino per il Piemonte", per poco meno di 200 voti giunge secondo e non viene eletto.